# Томашевець (Светий Іван-Зелина)
Томашевець (хорв. Tomaševec) — населений пункт у Хорватії, в Загребській жупанії у складі міста Светий Іван-Зелина.

## Населення
Населення за даними перепису 2011 року становило 198 осіб.
Динаміка чисельності населення поселення:

## Клімат
Середня річна температура становить 10,40 °C, середня максимальна – 24,59 °C, а середня мінімальна – -6,04 °C. Середня річна кількість опадів – 855 мм.
| Клімат поселення                              | Клімат поселення | Клімат поселення | Клімат поселення | Клімат поселення | Клімат поселення | Клімат поселення | Клімат поселення | Клімат поселення | Клімат поселення | Клімат поселення | Клімат поселення | Клімат поселення | Клімат поселення |
| Показник                                      | Січ.             | Лют.             | Бер.             | Квіт.            | Трав.            | Черв.            | Лип.             | Серп.            | Вер.             | Жовт.            | Лист.            | Груд.            |                  |
| Середній максимум, °C                         | 5,86             | 7,86             | 12,28            | 16,47            | 21,37            | 24,59            | 24,05            | 23,45            | 19,51            | 14,42            | 8,72             | 4,94             |                  |
| Середня температура, °C                       | −0,08            | 1,90             | 6,34             | 10,52            | 15,43            | 18,65            | 20,20            | 19,60            | 15,66            | 10,58            | 4,88             | 1,10             |                  |
| Середній мінімум, °C                          | −6,04            | −4,04            | 0,39             | 4,58             | 9,48             | 12,70            | 16,38            | 15,76            | 11,82            | 6,73             | 1,04             | −2,74            |                  |
| Норма опадів, мм                              | 46               | 45               | 55               | 66               | 75               | 96               | 80               | 84               | 80               | 83               | 83               | 62               |                  |
| Середньомісячна швидкість вітру, м/с          | 1.98             | 2.18             | 2.57             | 2.46             | 2.30             | 2.08             | 2.00             | 1.80             | 1.84             | 1.90             | 2.00             | 2.00             |                  |
| Середньомісячна сонячна радіація, кДж/м²·день | 4095             | 6841             | 10538            | 14936            | 19087            | 20990            | 21797            | 19031            | 14075            | 8665             | 4563             | 3300             |                  |
| --------------------------------------------- | ---------------- | ---------------- | ---------------- | ---------------- | ---------------- | ---------------- | ---------------- | ---------------- | ---------------- | ---------------- | ---------------- | ---------------- | ---------------- |
| Джерело:                                      |                  |                  |                  |                  |                  |                  |                  |                  |                  |                  |                  |                  |                  |